# Малый Тишинский переулок
Ма́лый Тиши́нский переу́лок — тупиковая улица в центре Москвы на Пресне, выходит на Электрический переулок.

## Происхождение названия
Тишинские переулки (Большой, Малый и Средний) известны с XVIII века. Точное происхождение названия не ясно. Вероятнее всего переулки названы по местности или селению Тишино (таких много в Центральной России).

## Описание
Современный Малый Тишинский стал тупиком после строительства дома № 39 по Большой Грузинской напротив Тишинской площади. Начинается во дворе дома, проходит на запад параллельно Среднему Тишинскому, справа к нему примыкает Средний Кондратьевский переулок, заканчивается на Электрическом переулке.

## Здания и сооружения
По нечётной стороне:
- Дом 11/12 — Специализированная детско-юношеская школа Олимпийского резерва № 28;
- Дом 23, строение 1 — Союзпромбанк;

По чётной стороне: